# Ато-Коросаль
Ато-Коросаль (исп. Hato Corozal) — город и муниципалитет в северо-восточной части Колумбии, на территории департамента Касанаре.

## История
Поселение, из которого позднее вырос город, было основано 2 января 1664 года. Муниципалитет Ато-Коросаль был выделен в отдельную административную единицу 14 декабря 1956 года.

## Географическое положение

Муниципалитет Ато-Коросаль

Город расположен в северной части департамента, в пределах Оринокского природно-территориального комплекса, на правом берегу реки Касанаре, на расстоянии приблизительно 112 километров к северо-востоку от города Йопаль, административного центра департамента. Абсолютная высота — 256 метров над уровнем моря.
Муниципалитет Ато-Коросаль граничит на западе с территорией муниципалитета Сакама, на юге и юго-западе — с муниципалитетом Пас-де-Арипоро, на севере — с территорией департамента Араука. Площадь муниципалитета составляет 5436 км².

## Население
По данным Национального административного департамента статистики Колумбии, совокупная численность населения города и муниципалитета в 2024 году составляла 13 866 человек.
Динамика численности населения муниципалитета по годам:
| 2005   | 2010   | 2015   | 2020   | 2021   | 2022   | 2023   | 2024   |
| ------ | ------ | ------ | ------ | ------ | ------ | ------ | ------ |
| 10 091 | 11 109 | 12 147 | 12 933 | 13 141 | 13 387 | 13 627 | 13 866 |

Согласно данным переписи 2005 года мужчины составляли 53,5 % от населения Ато-Коросаля, женщины — соответственно 46,5 %. В расовом отношении белые и метисы составляли 87,6 % от населения города; индейцы — 12,2 %; негры и мулаты — 0,2 %.

## Экономика
52,3 % от общего числа городских и муниципальных предприятий составляют предприятия торговой сферы, 28,5 % — предприятия сферы обслуживания, 5,9 % — промышленные предприятия, 13,3 % — предприятия иных отраслей экономики.

## Транспорт
К северу от города проходит национальное шоссе № 65 (исп. Ruta Nacional 65).